# Allekema Lamari
Allekema Lamari (Argel, Argelia, 1965- Leganés, 3 de abril de 2004) fue un terrorista argelino, considerado como uno de los autores materiales de los atentados terroristas del 11 de marzo de 2004 en Madrid. 

## Biografía
Entre 1983 y 1988 estuvo trabajando en la Dirección Nacional de Seguridad argelina, en calidad de agente dactilográfico. En 1992 abandona su país y se establece en la Comunidad Valenciana (España). En los años posteriores establece relaciones con individuos vinculados al Grupo Islámico Armado (GIA) hasta que es detenido en 1997 en el marco de la operación Apreciate por la Policía Nacional junto a varios compatriotas. En 2001 fue condenado a diez años de prisión por pertenencia a banda armada, a dos años por tenencia ilícita de armas y a dos más por tenencia de materiales destinados a la comisión de falsedades documentales. 
Quedó en libertad en 2002 de orden de la Audiencia Nacional mientras se resolvía el recurso que interpuso ante el Supremo y se oculta en Valencia y en Madrid. En esa época empezó a relacionarse con algunos implicados en la trama de los atentados del 11-M como Dris Chebli, Mohamed Afalah, Abdelmajid Bouchar, Serhane Ben Abdelmajid y Mohamed Bouharrat.  
El Centro Nacional de Inteligencia (CNI) emitió varias notas informativas alertando de su peligrosidad y pidiendo que fuera buscado de manera "urgente y prioritaria", la última solo unos días antes de los atentados. Para entonces, el CNI ya tenía noticias de que el argelino preparaba un atentado en España. En concreto se hablaba de "un gran objetivo" y de un coche bomba guiado por terroristas.

## Atentados del 11 de marzo y suicidio
Se considera uno de los autores materiales de los atentados así como uno de los ideólogos. Sus huellas se hallaron en la Renault Kangoo recuperada en las inmediaciones de la estación de Alcalá el día de los atentados así como en el Skoda Fabia intervenido en la misma ciudad en junio de 2004. Se descubrió que días antes de los ataques había girado dinero a varios presos yihadistas con el mensaje "Aguanta hermano".
El 27 de marzo, y sabiéndose investigado por las fuerzas de seguridad, afirma que "no le cogerán vivo" en una llamada a su amigo Safwan Sabagh.
El 3 de abril de 2004 las pesquisas policiales localizan el piso en el que se encontraba oculto con otros seis terroristas en Leganés. Al hacer detonar los explosivos mueren los siete terroristas y un inspector del Grupo Especial de Operaciones que intentaban detenerlos. Su identidad solo pudo esclarecerse a través de una prueba de ADN en septiembre de 2004.